# Gran Premio motociclistico della Repubblica Ceca 2003
Il Gran Premio motociclistico della Repubblica Ceca 2003 corso il 17 agosto, è stato il decimo Gran Premio della stagione 2003 e ha visto vincere: la Honda di Valentino Rossi in MotoGP, Randy de Puniet nella classe 250 e Daniel Pedrosa nella classe 125.
Con questa vittoria Valentino Rossi raggiunge il 54º successo nel motomondiale, eguagliando il numero di vittorie di Mick Doohan.

## MotoGP

### Arrivati al traguardo
| Pos. | Nº | Pilota           | Squadra                   | Motocicletta       | Giri | Tempo     | Griglia | Punti |
| ---- | -- | ---------------- | ------------------------- | ------------------ | ---- | --------- | ------- | ----- |
| 1º   | 46 | Valentino Rossi  | Repsol Honda              | Honda RC211V       | 22   | 44:18.907 | 1       | 25    |
| 2º   | 15 | Sete Gibernau    | Telefónica Movistar Honda | Honda RC211V       | 22   | +0.042    | 2       | 20    |
| 3º   | 12 | Troy Bayliss     | Ducati Marlboro           | Ducati Desmosedici | 22   | +0.668    | 6       | 16    |
| 4º   | 7  | Carlos Checa     | Fortuna Yamaha            | Yamaha YZR-M1      | 22   | +5.390    | 5       | 13    |
| 5º   | 3  | Max Biaggi       | Camel Pramac Pons         | Honda RC211V       | 22   | +8.729    | 3       | 11    |
| 6º   | 69 | Nicky Hayden     | Repsol Honda              | Honda RC211V       | 22   | +11.043   | 7       | 10    |
| 7º   | 4  | Alex Barros      | Gauloises Yamaha          | Yamaha YZR-M1      | 22   | +11.439   | 9       | 9     |
| 8º   | 11 | Tōru Ukawa       | Camel Pramac Pons         | Honda RC211V       | 22   | +13.574   | 8       | 8     |
| 9º   | 6  | Makoto Tamada    | Pramac Honda              | Honda RC211V       | 22   | +23.273   | 10      | 7     |
| 10º  | 33 | Marco Melandri   | Fortuna Yamaha            | Yamaha YZR-M1      | 22   | +26.404   | 17      | 6     |
| 11º  | 19 | Olivier Jacque   | Gauloises Yamaha          | Yamaha YZR-M1      | 22   | +26.685   | 11      | 5     |
| 12º  | 45 | Colin Edwards    | Alice Aprilia Racing      | Aprilia RS Cube    | 22   | +30.728   | 12      | 4     |
| 13º  | 41 | Noriyuki Haga    | Alice Aprilia Racing      | Aprilia RS Cube    | 22   | +39.531   | 18      | 3     |
| 14º  | 56 | Shin'ya Nakano   | d'Antín Yamaha            | Yamaha YZR-M1      | 22   | +41.240   | 14      | 2     |
| 15º  | 23 | Ryūichi Kiyonari | Telefónica Movistar Honda | Honda RC211V       | 22   | +44.623   | 15      | 1     |
| 16º  | 88 | Andrew Pitt      | Kawasaki Racing           | Kawasaki ZX-RR     | 22   | +55.499   | 22      |       |
| 17º  | 21 | John Hopkins     | Suzuki Grand Prix         | Suzuki GSV-R       | 22   | +55.677   | 13      |       |
| 18º  | 8  | Garry McCoy      | Kawasaki Racing           | Kawasaki ZX-RR     | 22   | +1:00.700 | 19      |       |
| 19º  | 66 | Alex Hofmann     | Kawasaki Racing           | Kawasaki ZX-RR     | 22   | +1:08.130 | 20      |       |
| 20º  | 10 | Kenny Roberts Jr | Suzuki Grand Prix         | Suzuki GSV-R       | 22   | +1:14.524 | 16      |       |

### Ritirati
| Nº | Pilota            | Squadra         | Motocicletta       | Giri | Griglia |
| -- | ----------------- | --------------- | ------------------ | ---- | ------- |
| 65 | Loris Capirossi   | Ducati Marlboro | Ducati Desmosedici | 19   | 4       |
| 99 | Jeremy McWilliams | Proton Team KR  | Proton KR5         | 12   | 21      |
| 9  | Nobuatsu Aoki     | Proton Team KR  | Proton KR5         | 11   | 23      |
| 35 | Chris Burns       | WCM             | ROC Yamaha         | 9    | 25      |

### Non partito
| Nº | Pilota       | Squadra | Motocicletta | Griglia |
| -- | ------------ | ------- | ------------ | ------- |
| 52 | David de Gea | WCM     | Sabre V4     | 24      |

## Classe 250

### Arrivati al traguardo
| Pos. | Nº | Pilota           | Squadra                     | Motocicletta | Giri | Tempo     | Griglia | Punti |
| ---- | -- | ---------------- | --------------------------- | ------------ | ---- | --------- | ------- | ----- |
| 1º   | 7  | Randy de Puniet  | Safilo Oxydo-LCR            | Aprilia      | 20   | 41:45.354 | 2       | 25    |
| 2º   | 24 | Toni Elías       | Repsol Telefonica Movistar  | Aprilia      | 20   | +0.527    | 4       | 20    |
| 3º   | 54 | Manuel Poggiali  | MS Aprilia                  | Aprilia      | 20   | +0.951    | 1       | 16    |
| 4º   | 3  | Roberto Rolfo    | Fortuna Honda               | Honda        | 20   | +5.492    | 6       | 13    |
| 5º   | 7  | Sebastián Porto  | Telefonica Movistar jnr     | Honda        | 20   | +10.407   | 10      | 11    |
| 6º   | 10 | Fonsi Nieto      | Repsol Telefonica Movistar  | Aprilia      | 20   | +10.875   | 3       | 10    |
| 7º   | 21 | Franco Battaini  | Campetella Racing           | Aprilia      | 20   | +15.278   | 5       | 9     |
| 8º   | 50 | Sylvain Guintoli | Campetella Racing           | Aprilia      | 20   | +15.565   | 7       | 8     |
| 9º   | 8  | Naoki Matsudo    | Yamaha Kurz                 | Yamaha       | 20   | +32.752   | 9       | 7     |
| 10º  | 33 | Héctor Faubel    | Aspar Junior                | Aprilia      | 20   | +36.167   | 14      | 6     |
| 11º  | 9  | Hugo Marchand    | Equipe de France - Scrab GP | Aprilia      | 20   | +36.608   | 12      | 5     |
| 12º  | 34 | Eric Bataille    | Troll Honda BQR             | Honda        | 20   | +50.700   | 15      | 4     |
| 13º  | 28 | Dirk Heidolf     | Aprilia Germany             | Aprilia      | 20   | +52.299   | 17      | 3     |
| 14º  | 57 | Chaz Davies      | Aprilia Germany             | Aprilia      | 20   | +52.870   | 20      | 2     |
| 15º  | 15 | Christian Gemmel | Kiefer Castrol-Honda Racing | Honda        | 20   | +53.063   | 16      | 1     |
| 16º  | 11 | Joan Olivé       | Aspar Junior                | Aprilia      | 20   | +58.903   | 22      |       |
| 17º  | 52 | Lukáš Pešek      | Yamaha Kurz                 | Yamaha       | 20   | +1:08.193 | 24      |       |
| 18º  | 66 | Vesa Kallio      | Raistila Racing             | Yamaha       | 20   | +1:35.989 | 25      |       |
| 19º  | 74 | Michal Filla     | TKB AMK Brno Racing         | Aprilia      | 20   | +1:44.230 | 26      |       |
| 20º  | 98 | Katja Poensgen   | Dark Dog Molenaar           | Honda        | 20   | +1:59.070 | 28      |       |
| 21º  | 47 | Arie Vos         | J&E Sports Racing           | Yamaha       | 20   | +2:01.799 | 27      |       |
| 22º  | 75 | Gábor Rizmayer   | Biro Racing                 | Honda        | 19   | +1 giro   | 29      |       |

### Ritirati
| Nº | Pilota                | Squadra                     | Motocicletta | Giri | Griglia |
| -- | --------------------- | --------------------------- | ------------ | ---- | ------- |
| 96 | Jakub Smrž            | Elit Grand Prix             | Honda        | 19   | 21      |
| 16 | Johan Stigefelt       | Zoppini Abruzzo             | Aprilia      | 13   | 18      |
| 18 | Henk van den Lagemaat | Dark Dog Molenaar           | Honda        | 12   | 30      |
| 26 | Alex Baldolini        | Matteoni Racing             | Aprilia      | 6    | 23      |
| 14 | Anthony West          | Zoppini Abruzzo             | Aprilia      | 3    | 8       |
| 36 | Erwan Nigon           | Equipe de France - Scrab GP | Aprilia      | 0    | 19      |
| 73 | Radomil Rous          | KLUB Team Racing Znojmo     | Honda        | 0    | 11      |

### Non partito
| Nº | Pilota     | Squadra         | Motocicletta | Griglia |
| -- | ---------- | --------------- | ------------ | ------- |
| 6  | Alex Debón | Troll Honda BQR | Honda        | 13      |

## Classe 125

### Arrivati al traguardo
| Pos. | Nº | Pilota            | Squadra                   | Motocicletta | Giri | Tempo     | Griglia | Punti |
| ---- | -- | ----------------- | ------------------------- | ------------ | ---- | --------- | ------- | ----- |
| 1º   | 3  | Daniel Pedrosa    | Telefonica Movistar jnr   | Honda        | 19   | 40:59.354 | 4       | 25    |
| 2º   | 7  | Stefano Perugini  | Abruzzo Racing            | Aprilia      | 19   | +3.981    | 5       | 20    |
| 3º   | 15 | Alex De Angelis   | Globet.com Racing         | Aprilia      | 19   | +10.454   | 1       | 16    |
| 4º   | 36 | Mika Kallio       | KTM-Red Bull              | KTM          | 19   | +11.052   | 18      | 13    |
| 5º   | 80 | Héctor Barberá    | Master-MXOnda-Aspar       | Aprilia      | 19   | +12.351   | 9       | 11    |
| 6º   | 34 | Andrea Dovizioso  | Team Scot                 | Honda        | 19   | +12.968   | 10      | 10    |
| 7º   | 6  | Mirko Giansanti   | Matteoni Racing           | Aprilia      | 19   | +21.109   | 12      | 9     |
| 8º   | 23 | Gino Borsoi       | Globet.com Racing         | Aprilia      | 19   | +21.513   | 13      | 8     |
| 9º   | 41 | Yōichi Ui         | Sterilgarda Racing        | Aprilia      | 19   | +24.841   | 15      | 7     |
| 10º  | 42 | Gioele Pellino    | Sterilgarda Racing        | Aprilia      | 19   | +34.942   | 16      | 6     |
| 11º  | 79 | Gábor Talmácsi    | Exalt Cycle Red Devil     | Aprilia      | 19   | +35.213   | 8       | 5     |
| 12º  | 48 | Jorge Lorenzo     | Caja Madrid Derbi Racing  | Derbi        | 19   | +41.042   | 14      | 4     |
| 13º  | 8  | Masao Azuma       | Ajo Motorsports           | Honda        | 19   | +41.362   | 20      | 3     |
| 14º  | 58 | Marco Simoncelli  | Matteoni Racing           | Aprilia      | 19   | +41.540   | 24      | 2     |
| 15º  | 63 | Mike Di Meglio    | Freesoul Racing           | Aprilia      | 19   | +41.662   | 23      | 1     |
| 16º  | 19 | Álvaro Bautista   | Seedorf Racing            | Aprilia      | 19   | +42.513   | 31      |       |
| 17º  | 10 | Roberto Locatelli | KTM-Red Bull              | KTM          | 19   | +43.010   | 27      |       |
| 18º  | 32 | Fabrizio Lai      | Semprucci Angaia Malaguti | Malaguti     | 19   | +43.068   | 17      |       |
| 19º  | 88 | Robbin Harms      | Seedorf Racing            | Aprilia      | 19   | +1:02.481 | 26      |       |
| 20º  | 33 | Stefano Bianco    | Metis Gilera Racing       | Gilera       | 19   | +1:02.611 | 22      |       |
| 21º  | 26 | Emilio Alzamora   | Caja Madrid Derbi Racing  | Derbi        | 19   | +1:02.747 | 28      |       |
| 22º  | 31 | Julián Simón      | Semprucci Angaia Malaguti | Malaguti     | 19   | +1:10.272 | 25      |       |
| 23º  | 25 | Imre Tóth         | Team Hungary              | Honda        | 19   | +1:10.398 | 30      |       |
| 24º  | 55 | Igor Kaláb        | OMV Team Hanusch          | Honda        | 19   | +1:20.158 | 33      |       |
| 25º  | 56 | Markéta Janáková  | Elcom-IPC, Heron Racing   | Honda        | 19   | +1:31.093 | 34      |       |
| 26º  | 57 | Luka Nedog        | Lines Racing              | Honda        | 18   | +1 giro   | 37      |       |

### Ritirati
| Nº | Pilota            | Squadra                   | Motocicletta | Giri | Griglia |
| -- | ----------------- | ------------------------- | ------------ | ---- | ------- |
| 92 | Václav Bittman    | BRC Racing                | Honda        | 18   | 35      |
| 50 | Andrea Ballerini  | Metasystem Racing Service | Honda        | 16   | 32      |
| 22 | Pablo Nieto       | Master-MXOnda-Aspar       | Aprilia      | 11   | 6       |
| 12 | Thomas Lüthi      | Elit Grand Prix           | Honda        | 11   | 7       |
| 11 | Max Sabbatani     | Abruzzo Racing            | Aprilia      | 10   | 29      |
| 4  | Lucio Cecchinello | Safilo Oxydo-LCR          | Aprilia      | 9    | 3       |
| 17 | Steve Jenkner     | Exalt Cycle Red Devil     | Aprilia      | 9    | 2       |
| 24 | Simone Corsi      | Team Scot                 | Honda        | 8    | 19      |
| 78 | Péter Lenart      | Metasystem Racing Service | Honda        | 7    | 36      |

### Non partiti
| Nº | Pilota           | Squadra          | Motocicletta | Griglia |
| -- | ---------------- | ---------------- | ------------ | ------- |
| 27 | Casey Stoner     | Safilo Oxydo-LCR | Aprilia      | 11      |
| 39 | Hiroyuki Kikuchi | Ajo Motorsports  | Honda        | 21      |